# 鳩胸
鳩胸（はとむね、英：Pectus carinatum）は、胸部が鳩の胸のように高く突き出ていること。
胸骨と肋骨の突出を特徴とする胸部の奇形であるが、これは関連する奇形「漏斗胸」Pectus_excavatumとは異なる。

## 徴候と症状
鳩胸の人でも通常は正常な心臓と肺を発達させているが、奇形ならばこれらが最適に機能するのを妨げる可能性があり、鳩胸の中等度から重度の症例であると、胸壁は外側位置にしっかりと保持され、呼吸は非効率的となり、激しい運動中に通常の胸筋ではなく補助筋で呼吸をすることになる。これは体内ガス交換には悪影響を及ぼし、スタミナの低下を引き起こす。漏斗胸の奇形の子供は他の子供よりも息切れや倦怠感があり、早く疲れやすい状況もみられる。一般的に併発されるのは軽度から中等度の喘息があげられる。

## 疫学
漏斗胸の奇形は一般的で、400人に1人が漏斗胸を患っているとされる 
一方で鳩胸は稀であり、漏斗胸奇形を持つ者の約20％で別の胸部障害が発生しているとされるが  患者のうち5分の4が男性である